# Премія Р. В. Вуда
Пре́мія Р. В. Ву́да (англ. R. W. Wood Prize) — наукова нагорода Оптичного товариства (OSA). Вручається щороку за видатні досягнення, винаходи або відкриття в оптиці, що суттєво вплинули на галузь оптики загалом, а внесок є таким, що відкриває нову еру досліджень або значно розширює встановлену. Названа на честь американського фізика-експериментатора і винахідника Роберта Вуда.
Премію було засновано у 1975 році, у цьому ж році відбулось перше нагородження. Призовий фонд надано компанією «Xerox».
За історію вручення нагороди її отримали  два лауреати Нобелівської премії. 

## Лауреати
| Рік  | Ім'я                                                       | Обґрунтування нагороди |
| ---- | ---------------------------------------------------------- | --- |
| 1975 | Юріс Упатніекс Емметт Лейт                                 | На знак визнання їхнього внеску в голографію, зокрема визнання покращення співвідношення сигнал/шум, яке можна отримати за допомогою позаосьової голографії, та демонстрації цього методу Оригінальний текст (англ.) [In recognition of his contributions to holography, in particular his recognition of the improvement in signal-to-noise to be gained by off-axis holography and his demonstration of this method.] Помилка: [undefined] Помилка: {{Lang}}: немає тексту (допомога): не вказано код мови (допомога) |
| 1976 | Теодор Майман                                              | За розроблення першого лазера Оригінальний текст (англ.) [For development of the first laser] Помилка: [undefined] Помилка: {{Lang}}: немає тексту (допомога): не вказано код мови (допомога) |
| 1977 | Peter Fellgett                                             | За відкриття переваги мультиплексування, що призвело до сучасного відродження спектроскопії на базі перетворення Фур'є Оригінальний текст (англ.) [For his discovery of the multiplex advantage, which has led to the modern renaissance of Fourier-transform spectroscopy] Помилка: [undefined] Помилка: {{Lang}}: немає тексту (допомога): не вказано код мови (допомога) |
| 1978 | Петро Сорокін                                              | — |
| 1979 | Peter Franken                                              | На знак визнання його новаторських експериментальних відкриттів оптичного генерування другої гармоніки, оптичного змішування та оптичного випрямлення Оригінальний текст (англ.) [In recognition of his pioneering experimental discoveries of optical second-harmonic generation, optical mixing, and optical rectification.] Помилка: [undefined] Помилка: {{Lang}}: немає тексту (допомога): не вказано код мови (допомога) |
| 1980 | Anthony E. Siegman                                         | На знак визнання його винаходу, аналізу та розроблення нестабільного оптичного резонатора, який зараз широко використовується в потужних лазерних системах Оригінальний текст (англ.) [In recognition of his invention, analysis, and development of the unstable optical resonator, now widely used in high-power laser systems.] Помилка: [undefined] Помилка: {{Lang}}: немає тексту (допомога): не вказано код мови (допомога) |
| 1981 | Erich P. Ippen Charles V. Shank                            | На знак визнання його видатної та піонерської роботи в оптичній субпікосекундній спектроскопії: його розробка методів синхронізації мод для лазерів на барвниках, які зробили можливим дослідження ультракоротких явищ, та застосування ним цих методів для вивчення напівпровідників, релаксації у великих молекулах, дослідження гемоглобіну та бактеріородопсисуОригінальний текст (англ.) [In recognition of his outstanding and pioneering work in optical subpicosecond spectroscopy: his development of mode-locking techniques for dye lasers, which have made possible the investigation of ultrashort phenomena, and his application of these techniques to studies of semiconductors, relaxation in large molecules, and studies of hemoglobin and bacteriorhodopsis] Помилка: [undefined] Помилка: {{Lang}}: немає тексту (допомога): не вказано код мови (допомога) |
| 1982 | Лінн Молленауер                                            | На знак визнання винаходу, развитку і застосування лазера на F-центрах Оригінальний текст (англ.) [In recognition of his invention, development, and application of the F-center laser.] Помилка: [undefined] Помилка: {{Lang}}: немає тексту (допомога): не вказано код мови (допомога) |
| 1983 | Sven R. Hartmann                                           | — |
| 1984 | Отто Віхтерле                                              | За внесок у розробку м'яких контактних лінз Оригінальний текст (англ.) [For his contributions to the development of soft contact lenses] Помилка: [undefined] Помилка: {{Lang}}: немає тексту (допомога): не вказано код мови (допомога) |
| 1985 | David H. Auston                                            | За новаторську роботу в області пікосекундної оптичної електроніки, а також за винахід і демонстрацію пікосекундного оптоелектронного фотопровідного перемикача Оригінальний текст (англ.) [For pioneering work in the field of picosecond optical electronics, and for the invention and demonstration of the picosecond optoelectronic photoconductive switch] Помилка: [undefined] Помилка: {{Lang}}: немає тексту (допомога): не вказано код мови (допомога) |
| 1986 | Joseph A. Giordmaine Robert C. Miller                      | За винахід і демонстрацію оптичного параметричного генератора, вперше описаного лордом Релеєм у 1883 році Оригінальний текст (англ.) [For the invention and demonstration of the optical parametric oscillator, first elucidated by Lord Rayleigh in 1883] Помилка: [undefined] Помилка: {{Lang}}: немає тексту (допомога): не вказано код мови (допомога) |
| 1987 | David E. Aspnes                                            | За новаторську роль у розвитку техніки спектроскопічної еліпсометрії як інструменту для вивчення властивостей матеріалів Оригінальний текст (англ.) [For a pioneering role in the development of the technique of spectroscopic ellipsometry as a probe for materials characterization] Помилка: [undefined] Помилка: {{Lang}}: немає тексту (допомога): не вказано код мови (допомога) |
| 1988 | Daniel S. Chemla David A. B. Miller                        | За внесок у розуміння та застосування нелінійних та електрооптичних властивостей квантово обмежених напівпровідникових структур Оригінальний текст (англ.) [For contributions to the understanding and applications of the nonlinear and electro-optic properties of quantum-confined semiconductor structures] Помилка: [undefined] Помилка: {{Lang}}: немає тексту (допомога): не вказано код мови (допомога) |
| 1989 | Daniel R. Grischkowsky                                     | За його видатний внесок в галузь поширення оптичних імпульсів, зокрема за його новаторську роботу з використання оптичних волокон для генерування ультракоротких імпульсів світла Оригінальний текст (англ.) [For his distinguished contributions to the field of optical pulse propagation, particularly for his pioneering work on the use of optical fibers for generating ultrashort pulses of light] Помилка: [undefined] Помилка: {{Lang}}: немає тексту (допомога): не вказано код мови (допомога) |
| 1990 | Rogers H. Stolen                                           | За внесок в управління поляризацією та нелінійну оптику у волокнах Оригінальний текст (англ.) [For contributions to polarization control and nonlinear optics in fibers] Помилка: [undefined] Помилка: {{Lang}}: немає тексту (допомога): не вказано код мови (допомога) |
| 1991 | Thomas F. Deutsch Daniel J. Ehrlich Richard M. Osgood, Jr. | За винахід лазерного фотохімічного осадження та застосування індукованих лазером фотохімічних реакцій для обробки матеріалів Оригінальний текст (англ.) [For the invention of laser photochemical deposition and the application of laser induced photochemical reactions to materials processing] Помилка: [undefined] Помилка: {{Lang}}: немає тексту (допомога): не вказано код мови (допомога) |
| 1992 | Юрій Денисюк                                               | За винахід голограми Брегга та інші його внески в голографію Оригінальний текст (англ.) [For invention of the Bragg hologram and his other contributions to holography] Помилка: [undefined] Помилка: {{Lang}}: немає тексту (допомога): не вказано код мови (допомога) |
| 1993 | Joseph E. Geusic LeGrand Van Uitert                        | За відкриття Nd:YAG-лазера і демонстрацію його ефективності як практичного твердотільного лазерного джерела Оригінальний текст (англ.) [For the discovery of the Nd:YAG laser and the demonstration of its usefulness as a practical solid state laser source] Помилка: [undefined] Помилка: {{Lang}}: немає тексту (допомога): не вказано код мови (допомога) |
| 1994 | Dana Z. Anderson                                           | За новаторські роботи з посилення фоторефракції в кільцевих резонаторах Оригінальний текст (англ.) [For pioneering work on photorefractive gain in ring resonators] Помилка: [undefined] Помилка: {{Lang}}: немає тексту (допомога): не вказано код мови (допомога) |
| 1995 | Жерар Муру                                                 | За внесок у галузь надшвидкої оптики, зокрема за впровадження концепції підсилення чирпованих імпульсів для лазерних систем для підвищення піків оптичної потужності до безпрецедентних рівнів Оригінальний текст (англ.) [For contributions to the field of ultrafast optics, in particular for introducing the concept of chirped pulse amplification for laser systems to boost optical power peaks to unprecedented levels] Помилка: [undefined] Помилка: {{Lang}}: немає тексту (допомога): не вказано код мови (допомога) |
| 1996 | Елі Яблоновіч                                              | За новаторські роботи з посилення фоторефракції в кільцевих резонаторах Оригінальний текст (англ.) [For pioneering work on photorefractive gain in ring resonators] Помилка: [undefined] Помилка: {{Lang}}: немає тексту (допомога): не вказано код мови (допомога) |
| 1997 | Peter Moulton                                              | За винайдення Ti: сапфірового лазера ближнього інфрачервоного діапазону, який уможливив нову еру в регульованих твердотільних лазерах і зробив можливим повністю твердотільні ультракороткі джерела Оригінальний текст (англ.) [For the invention of the Ti:sapphire near-infrared laser, which enabled a new era in tunable solid-state lasers and made possible all-solid-state ultra short sources] Помилка: [undefined] Помилка: {{Lang}}: немає тексту (допомога): не вказано код мови (допомога) |
| 1998 | Martin Fejer Robert L. Byer                                | За основоположний внесок у квазіфазове узгодження та його застосування до нелінійної оптики Оригінальний текст (англ.) [For seminal contributions to quasi-phase matching and its application to nonlinear optics] Помилка: [undefined] Помилка: {{Lang}}: немає тексту (допомога): не вказано код мови (допомога) |
| 1999 | Ерік Корнелл Карл Віман                                    | За творчу винахідливість і наполегливість у розробці лазерних методів охолодження атомів, що призвело до першої демонстрації конденсації Бозе-Ейнштейна в атомній паріОригінальний текст (англ.) [For creative inventiveness and persistent ingenuity applied to the development of laser techniques for cooling atoms, which led to the first demonstration of Bose-Einstein condensation in an atomic vapor] Помилка: [undefined] Помилка: {{Lang}}: немає тексту (допомога): не вказано код мови (допомога) |
| 2000 | Марвін Мінський Paul Davidovits M. David Egger             | За основоположний внесок у конфокальну мікроскопію Оригінальний текст (англ.) [For seminal contributions to confocal microscopy] Помилка: [undefined] Помилка: {{Lang}}: немає тексту (допомога): не вказано код мови (допомога) |
| 2001 | Федеріко Капассо                                           | За фундаментальний внесок у винахід, демонстрацію та розробку квантового каскадного лазера, який революціонізував сферу інфрачервоних лазерів та їх застосування Оригінальний текст (англ.) [For seminal contributions to the invention, demonstration and development of the quantum cascade laser, which is revolutionizing the field of infrared lasers and their applications] Помилка: [undefined] Помилка: {{Lang}}: немає тексту (допомога): не вказано код мови (допомога) |
| 2002 | Pierre Meystre                                             | За основоположний внесок у лазер на вільних електронах, резонаторну квантову електродинаміку та мікромазер; і останнім часом «винахід» нової галузі нелінійної атомної оптики Оригінальний текст (англ.) [For seminal contributions to free-electron laser, cavity QED, and micromaser; and most recently, the "invention" of the new field of nonlinear atom optics] Помилка: [undefined] Помилка: {{Lang}}: немає тексту (допомога): не вказано код мови (допомога) |
| 2003 | George Ian Stegeman                                        | За новаторство нелінійної інтегрованої оптики через основоположні експерименти та незмінне лідерство Оригінальний текст (англ.) [For pioneering nonlinear integrated optics through seminal experiments and continuing leadership] Помилка: [undefined] Помилка: {{Lang}}: немає тексту (допомога): не вказано код мови (допомога) |
| 2004 | Rangaswamy Srinivasan James J. Wynne Samuel E. Blum        | За відкриття імпульсної ультрафіолетової лазерної хірургії, де лазерне світло розрізає та видаляє біологічну тканину шляхом фотоабляції з мінімальним побічним пошкодженням, що призводить до загоєння без значних рубцівОригінальний текст (англ.) [For their discovery of pulsed ultraviolet laser surgery, wherein laser light cuts and etches biological tissue by photoablation with minimal collateral damage, leading to healing without significant scarring] Помилка: [undefined] Помилка: {{Lang}}: немає тексту (допомога): не вказано код мови (допомога) |
| 2005 | Масатака Накадзава                                         | За винайдення 1,48-мкм InGaAsP-лазера з діодною накачкою, легованого ербієм волоконного підсилювача (EFDA) та розробку його застосування для високошвидкісного оптичного зв'язку та короткоімпульсних лазерів Оригінальний текст (англ.) [For invention of the 1.48μm InGaAsP laser-diode-pumped erbium-doped fiber amplifier (EFDA) and the development of its application to high-speed optical communications and short pulse lasers] Помилка: [undefined] Помилка: {{Lang}}: немає тексту (допомога): не вказано код мови (допомога) |
| 2006 | Луїс Брюс Олексій Єкімов Александер Ефрос                  | За відкриття нанокристалічних квантових точок і піонерські дослідження їхніх електронних і оптичних властивостей Оригінальний текст (англ.) [For the discovery of nanocrystal quantum dots and pioneering studies of their electronic and optical properties] Помилка: [undefined] Помилка: {{Lang}}: немає тексту (допомога): не вказано код мови (допомога) |
| 2007 | Bahram Jalali                                              | За винайдення та демонстрацію романівського випромінювання у кремнії Оригінальний текст (англ.) [For the invention and demonstration of Raman lasing in silicon] Помилка: [undefined] Помилка: {{Lang}}: немає тексту (допомога): не вказано код мови (допомога) |
| 2008 | Jonathan P. Heritage Andrew M. Weiner                      | За новаторський внесок у розробку програмованого формування оптичного імпульсу та його застосування в надшвидкісній оптиці та фотоніці Оригінальний текст (англ.) [For pioneering contributions to the development of programmable optical pulse shaping and its applications to ultrafast optics and photonics] Помилка: [undefined] Помилка: {{Lang}}: немає тексту (допомога): не вказано код мови (допомога) |
| 2009 | Paul G. Kwiat                                              | За розробку джерел поляризаційно-заплутаних фотонів, які дозволили досягти значних успіхів у фундаментальній фізиці та квантових інформаційних технологіях, включаючи квантову криптографію, щільне кодування, квантову телепортацію та оптичні квантові обчислення Оригінальний текст (англ.) [For developing sources of polarization-entangled photons that have enabled significant advances in fundamental physics and quantum information technologies, including quantum cryptography, dense-coding, quantum teleportation, and optical quantum computation] Помилка: [undefined] Помилка: {{Lang}}: немає тексту (допомога): не вказано код мови (допомога) |
| 2010 | Генри Каптейн Маргарет Марнейн                             | За критичні досягнення в науці та технології генерування високих гармонік, особливо в галузі генерування субфемтосекундних імпульсів та пов'язаної з ними фізики аттосекундного масштабу Оригінальний текст (англ.) [For critical advances in the science and technology of high harmonics generation, with particular relevance to sub-femtosecond pulse generation and related attosecond-scale physics] Помилка: [undefined] Помилка: {{Lang}}: немає тексту (допомога): не вказано код мови (допомога) |
| 2011 | Дімітріос Христодулідіс                                    | За внесок у нелінійну та лінійну променеву оптику, який започаткував нові галузі, серед яких відкриття оптичних дискретних солітонів, солітонів Брегга та векторних солітонів у волокнах, нелінійних поверхневих хвиль та відкриття самоприскорювальних оптичних (Ейрі) променів Оригінальний текст (англ.) [For contributions in nonlinear and linear beam optics which initiated new areas, among them the discovery of optical discrete solitons, Bragg and vector solitons in fibers, nonlinear surface waves, and the discovery of self-accelerating optical (Airy) beams] Помилка: [undefined] Помилка: {{Lang}}: немає тексту (допомога): не вказано код мови (допомога) |
| 2012 | Mansoor Sheik-Bahae Eric Van Stryland                      | За винайдення, впровадження та розробку «Z-сканування»: простого та ефективного методу вимірювання кубічних і оптичних нелінійностей вищого порядку Оригінальний текст (англ.) [For invention, implementation and development of “Z-scan”: A simple and effective method to measure cubic and higher order optical nonlinearities] Помилка: [undefined] Помилка: {{Lang}}: немає тексту (допомога): не вказано код мови (допомога) |
| 2013 | Milton Feng                                                | За внесок у винахід і реалізацію транзисторного лазера, який одночасно забезпечує і електричний сигнал, і когерентний лазерний вихід і створює основу для революційно нової високошвидкісної електронно-фотонної інтегральної схеми Оригінальний текст (англ.) [For contributions to the invention and realization of the transistor laser, delivering simultaneously both an electrical signal and a coherent laser output and providing the basis for a revolutionary new higher speed electronic-photonic integrated circuit] Помилка: [undefined] Помилка: {{Lang}}: немає тексту (допомога): не вказано код мови (допомога) |
| 2014 | Майкл Басс                                                 | За відкриття оптичного випрямлення, яке призвело до розробки дуже широкосмугових терагерцових джерел хвиль Оригінальний текст (англ.) [For the discovery of optical rectification which led to the development of very wide band terahertz wave sources] Помилка: [undefined] Помилка: {{Lang}}: немає тексту (допомога): не вказано код мови (допомога) |
| 2015 | Наомі Галас Пітер Нордлендер                               | Запровадивши наночастинки з регульованими оптичними резонансами та концепцію гібридизації плазмонів для пояснення їх властивостей, Галас і Нордлендер зробили революцію в нашому розумінні оптичних властивостей металевих наноструктур Оригінальний текст (англ.) [By introducing nanoparticles with tunable optical resonances and the concept of Plasmon Hybridization to explain their properties, Halas and Nordlander have revolutionized our understanding of optical properties of metallic nanostructures] Помилка: [undefined] Помилка: {{Lang}}: немає тексту (допомога): не вказано код мови (допомога) |
| 2016 | Кішан Дхолакія                                             | За новаторський внесок у дослідження оптичних мікроманіпуляцій з використанням формованого світла для міждисциплінарних реалізацій на основі фотоніки Оригінальний текст (англ.) [For pioneering research contributions into optical micromanipulation using shaped light for interdisciplinary photonics-based implementations] Помилка: [undefined] Помилка: {{Lang}}: немає тексту (допомога): не вказано код мови (допомога) |
| 2017 | Міхаль Ліпсон                                              | За новаторський внесок у дослідження кремнієвої фотоніки Оригінальний текст (англ.) [For pioneering research contributions in silicon photonics] Помилка: [undefined] Помилка: {{Lang}}: немає тексту (допомога): не вказано код мови (допомога) |
| 2018 | Christopher Peter James Barty                              | За основні інновації, що дозволили створити надшвидкі та потужні лазери по всьому світі Оригінальний текст (англ.) [For foundational innovations that have enabled ultrafast and energetic intense lasers around the world] Помилка: [undefined] Помилка: {{Lang}}: немає тексту (допомога): не вказано код мови (допомога) |
| 2019 | Pan Jianwei                                                | За новаторські експериментальні дослідження на передньому краї квантових основ та оптичних реалізацій квантової інформації, включаючи квантову нелокальність, квантовий розподіл ключів, квантову телепортацію та оптичні квантові обчислення Оригінальний текст (англ.) [For pioneering experimental research at the frontier of quantum foundations and optical implementations of quantum information, including quantum nonlocality, quantum key distribution, quantum teleportation, and optical quantum computing] Помилка: [undefined] Помилка: {{Lang}}: немає тексту (допомога): не вказано код мови (допомога) |
| 2020 | Джон Майкл Дадлі                                           | За з'ясування фундаментального аспекту генерування суперконтинууму шляхом ретельного вивчення фазової стабільності та відкриття шляху до компактних джерел суперконтинууму та їх численних застосувань Оригінальний текст (англ.) [For elucidating the fundamental aspect of supercontinuum generation through careful study of phase stability and opening the way to compact supercontinuum sources and their numerous applications] Помилка: [undefined] Помилка: {{Lang}}: немає тексту (допомога): не вказано код мови (допомога) |
| 2021 | Тобіас Кіппенберг                                          | За новаторський внесок у реалізацію оптичних частотних гребінок масштабу мікросхеми Оригінальний текст (англ.) [For pioneering contributions to the realization of chip-scale optical frequency combs] Помилка: [undefined] Помилка: {{Lang}}: немає тексту (допомога): не вказано код мови (допомога) |
| 2022 | Шанхуей Фань                                               | За фундаментальні відкриття у фотоніці, починаючи від резонаторної, топологічної та невзаємної фотоніки до енергетичних застосувань, включаючи відкриття денного радіаційного охолодження на основі нового виду джерела енергії Оригінальний текст (англ.) [For foundational discoveries in photonics, ranging from resonator, topological, and non-reciprocal photonics to energy applications including the discovery of daytime radiative cooling based on a new kind of energy source] Помилка: [undefined] Помилка: {{Lang}}: немає тексту (допомога): не вказано код мови (допомога) |